# Celiprolol
Celiprolol é um fármaco da classe dos beta bloqueadores, utilizado em tratamento da hipertensão e na angina.

## Mecanismo de ação
O celiprolol bloqueia de forma seletiva os receptores ß1 -adrenérgicos e possui uma pequena ação de vasodilatação na periferia.

## Interações
- Amiodarona[2]
- Outros bloqueadores ß[2]